# إنريكو فانزينا
إنريكو فانزينا (بالإيطالية: Enrico Vanzina) هو كاتب ومخرج ومنتج وكاتب سيناريو أفلام، وصحفي إيطالي، ولد في روما في 26 مارس 1949.